# Rugby Parma
El Rugby Parma es un club italiano de rugby de la ciudad de Parma, fundado en 1931, que militó en la máxima competición italiana, en la Liga Italiana de Rugby, hasta la temporada 2009/2010, y que tiene en su palmarés 3 títulos de liga y 3 de copa.
En la temporada 2010/11 competirá con el nombre de Crociati Rugby, tras fusionarse con el Noceto Rugby durante el último verano. La única categoría en la que competirá el club con su propio nombre será la serie B, que es la tercera división.
La primera temporada del club en la máxima categoría fue la 1945/46, y tan solo en las temporadas 1971/72, 1988/89, y de la 1993/94 a la 1997/98, el club estuvo ausente de ella. El mejor momento del club fue la década de los 50, durante la cual el club ganó 3 veces el título nacional de liga, mientras que en la primera década del siglo XXI ha conquistado 3 veces la copa.
Parma ha participado en la edición 2006/07 de la Heineken Cup, y en la European Challenge Cup en las temporadas 2001, 2002, 2003, 2004, 2005, 2006, 2008, 2009 y 2010. En la 2010/11 participará como Crociati de nuevo en la European Challenge Cup.

## Títulos
- Liga Italiana de Rugby = (3) 1949-50, 1954-55, 1956-57
- Copa Italiana de Rugby = (3) 2005-06, 2007-08, 2008-09.